# Ziggy Hood
Evander Hood, detto Ziggy (Amarillo, 16 febbraio 1987), è un giocatore di football americano statunitense che gioca nel ruolo di defensive end per i Washington Redskins della National Football League (NFL). Fu scelto come 32º assoluto nel draft NFL 2009 dai Pittsburgh Steelers. Al college ha giocato a football all'Università del Missouri.

## Carriera professionistica

### Pittsburgh Steelers
Hood nel Draft 2009 fu selezionato come 32ª scelta assoluta dai Pittsburgh Steelers. Debuttò nella NFL il 10 settembre 2009 contro i Tennessee Titans indossando la maglia numero 96 venendo impiegato nel ruolo di defensive end dopo aver giocato nei suoi anni universitari come defensive tackle. Il 27 dicembre 2009 mise a segno il suo primo sack nella gara contro i Baltimore Ravens.
Nella sua seconda stagione da professionista disputò tutte le 16 gare stagionali, mettendo a segno 20 tackle e 3 sack. Nella stagione successiva salì a 14 presenze da titolare su 16 partite disputate facendo registrare 31 tackle e 1,5 sack.

### Jacksonville Jaguars
Il 13 marzo 2014, Hood firmò un contratto quadriennale coi Jacksonville Jaguars da 16 milioni di dollari.

## Statistiche
| Partite totali      | 80   |
| Partite da titolare | 46   |
| Tackle              | 140  |
| Sack                | 11,5 |
| Intercetti          | 0    |
| Fumble forzati      | 0    |

Statistiche aggiornate alla stagione 2013